# Valle de Aragüés

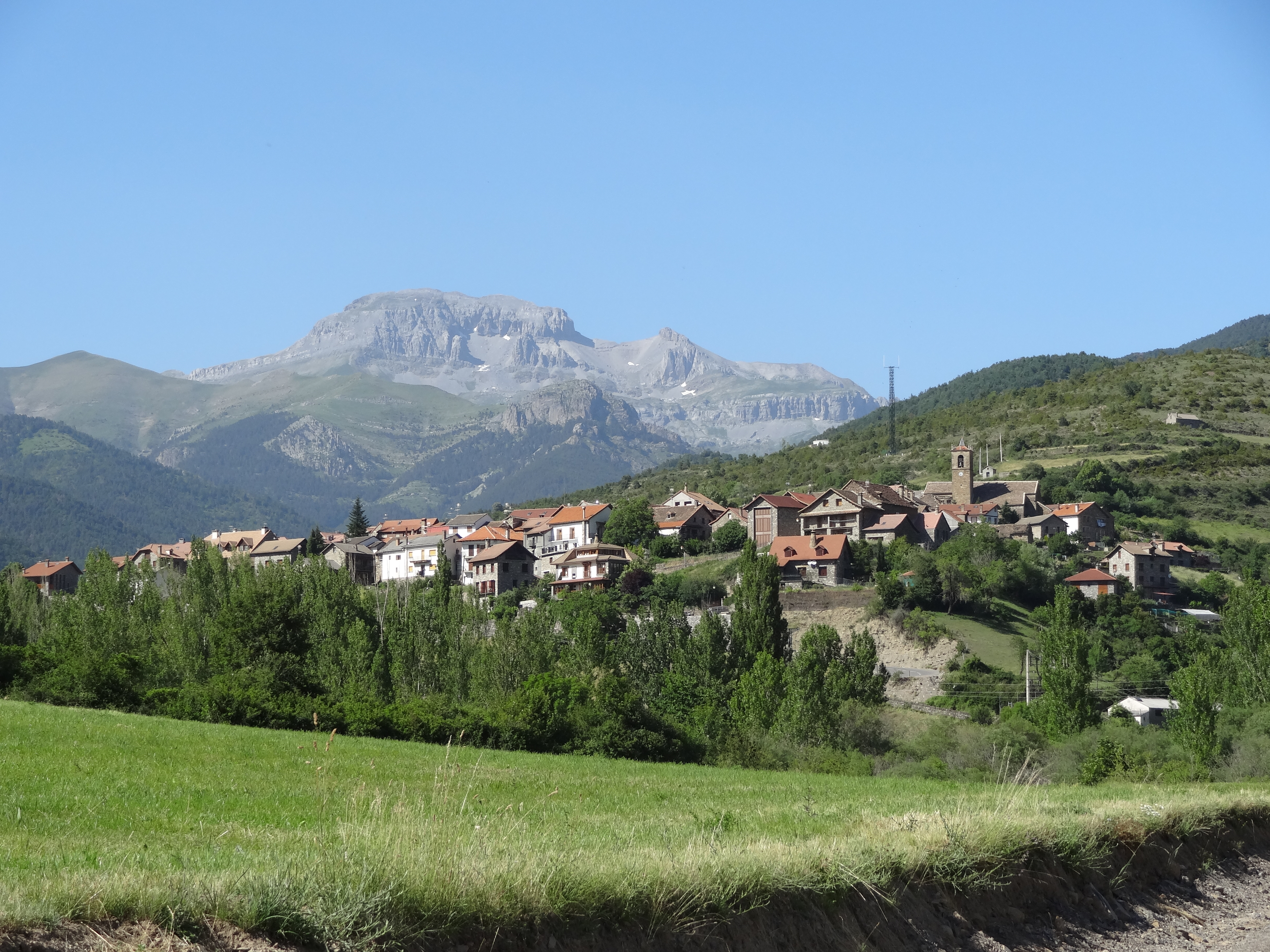
Jasa con el Bisaurín al fondo

El valle de Aragüés (en aragonés Bal de Aragüés de lo Puerto/Aragüés d'o Puerto) es un valle pirenaico que recorre el río Osia  situado en la comarca aragonesa de Jacetania. Al este comunica con el valle de Hecho, y al norte con Francia por el ibón de Estanés. Finalmente, por el oeste por un puerto conduce a Aísa.
Al final del valle se encuentra el pico Bisaurín de 2670 metros.
El valle se divide en las localidades de Aragüés del Puerto y Jasa.
- Datos: Q97174473